# Richard Smith (guitariste)
Pour les articles homonymes, voir Richard Smith et Smith.
Richard Smith (né le 12 décembre 1971 à Beckenham) est un guitariste anglais.

## Biographie
Richard Smith a commencé la guitare à l’âge de cinq ans, en regardant son père jouer Down South Blues, un morceau de Chet Atkins et Merle Travis et en cherchant à apprendre la technique de finger-picking.
Plus tard, il forme le Richard Smith Guitar Trio avec ses frères Rob et Sam.  Il épouse la violoncelliste américaine Julie Adams, avec qui il sortira deux albums, et s’installe à Nashville, où il fonde le Hot Club of Nashville, un groupe réunissant plusieurs musiciens de renom comme John Jorgenson, Pat Bergeson, Bryan Sutton et Stuart Duncan.

## Récompenses
Smith a remporté en 2001 le National Fingerstyle Guitar Championship at the Walnut Valley Festival à Winfield (Kansas).
En 2008, le Temple de la renommée des joueurs de flat-picking (National Thumbpickers Hall of Fame) l’a consacré comme artiste de l’année.
Smith a également reçu le Golden Thumbpick Award décerné par l’Association of Fingerstyle Guitarists.

## Discographie

### Solo
- 2002: Requests
- 2006: Fingerstyle Artistry (DVD)
- 2007: Slim Pickin'

### Au sein duRichard Smith Guitar Trio
- 1996: The Richard Smith Guitar Trio
- 1997: Welcome to Smithville
- 1998: Strike it Rich!
- 1999: Out of Bounds

### Avec Julie Adams
- 2001: Living Out a Dream
- 2009: Seems Like Old Times

### Avec Aaron Till
- 2004: Out of Nowhere

### AvecJoscho Stephan
- 2007: Live in Concert (Acoustic Music Records, DVD)

## Liens
- (en) Site officiel